# 선라성
선라성(베트남어: Tỉnh Sơn La / 山羅省 선라성)은 베트남의 중부 고원지대의 성 단위 행정 구역이다. 킨족 외의 소수 민족들이 많이 살고 있다.

## 어원
선라라는 이름은 산라 (山羅)라는 한월어에서 비롯되었다.

## 지리
선라성의 면적은 14,125km2로 베트남 전체 면적의 4.27%를 차지하며, 면적 단위로는 63개 시군 중 3위를 차지하고 있다.
- 북쪽은 옌바이성, 디엔비엔성, 라이쩌우성과 접경한다.
- 동쪽은 푸토성, 호아빈성과 접경한다.
- 서쪽은 디엔비엔성과 접경한다.
- 남쪽은 타인호아성과 라오스 후아판주와 접경한다.
- 남서쪽은 라오스 루앙프라방주와 접경한다.

전체 국경선 길이는 628km 중 선라성과 접경하는 길이 250km이다.

## 행정 구역
1개의 시와 11개의 현이 있다.

### 시
- 선라시 (Sơn La / 山羅市)

### 시사
- 목쩌우 시사 (Mộc Châu / 木州市社)

### 현
- 박옌현 (Bắc Yên / 北安縣)
- 마이선현 (Mai Sơn / 枚山縣)
- 므엉라현 (Mường La / 芒羅縣)
- 푸옌현 (Phù Yên / 扶安縣)
- 꾸인냐이현 (Quỳnh Nhai / 瓊崖縣)
- 송마현 (Sông Mã / 瀧馬縣)
- 솝꼽현 (Sốp Cộp)
- 투언쩌우현 (Thuận Châu / 順州縣)
- 번호현 (Vân Hồ / 雲湖縣)
- 옌쩌우현 (Yên Châu / 安州縣)

## 인구 통계
2019년에 4월 1일 기준의 인구 조사에 따르면, 선라주에는 1,248,415명이 살고 있으며, 북서부에서 가장 인구가 많은 지방이다. 인구의 13.8%가 도시 지역에 살고 있고 86.2%가 농촌 지역에 살고 있다.
2019년 4월 1일을 기준으로 이 지방은 서로 다른 종교를 가진 7,477명의 종교인을 가지고 있다. 대부분이 3,110명의 개신교 신자이며, 가톨릭 신자가 2,950명에 이르고, 불교는 1,370명에 이른다. 이슬람교와 같은 다른 종교는 42명, 호아하오교는 3명, 까오다이교와 민스도는 단 1명의 인구만 가지고 있다.

## 교통
- 나산 공항 (Na San)

## 같이 보기
- 나산 공항